# Max Mirnîi
Max Mirnîi (n. 6 iulie 1977, Minsk, RSS Bielorusă, URSS) este un jucător profesionist bielorus de tenis, fost număr 1 în clasamentul ATP de dublu. 

## Rezultate în competiția de dublu
A câștigat două titluri de dublu la U.S. Open (2000 - cu Lleyton Hewitt și 2002 împreună cu Mahesh Bhupathi) și două la Roland Garros (2005, 2006 - partener Jonas Björkman). A fost finalist de alte 4 ori în turneele de Mare Șlem, în competiția de dublu (în 2002, la Wimbledon, partener Mahesh Bhupathi, în 2005 și în 2006 la U.S. Open și în 2007 la Australian Open, partener Jonas Björkman).